# 星ヶ丘駅 (愛知県)
星ヶ丘駅（ほしがおかえき）は、愛知県名古屋市千種区井上町にある、名古屋市営地下鉄東山線の駅である。駅番号はH18。ホームの駅名標下には「椙山女学園大学前」という副称が付けられている。

## 歴史
- 1967年（昭和42年）3月30日：東山公園駅 - 当駅間の延伸に伴い開業。
- 1969年（昭和44年）4月1日：藤ヶ丘（現・藤が丘）駅までの延伸開業に伴い途中駅となる。
- 2011年（平成23年）2月11日：manaca運用開始。
- 2016年（平成28年）1月31日：可動式ホーム柵使用開始。
- 2021年（令和3年）5月21日：天井の仕上材が落下（縦・横の各1ｍの重さは推定で13.5kg）けが人なし[3]。目視点検を年1回していたが発見できず[4]。

## 駅構造

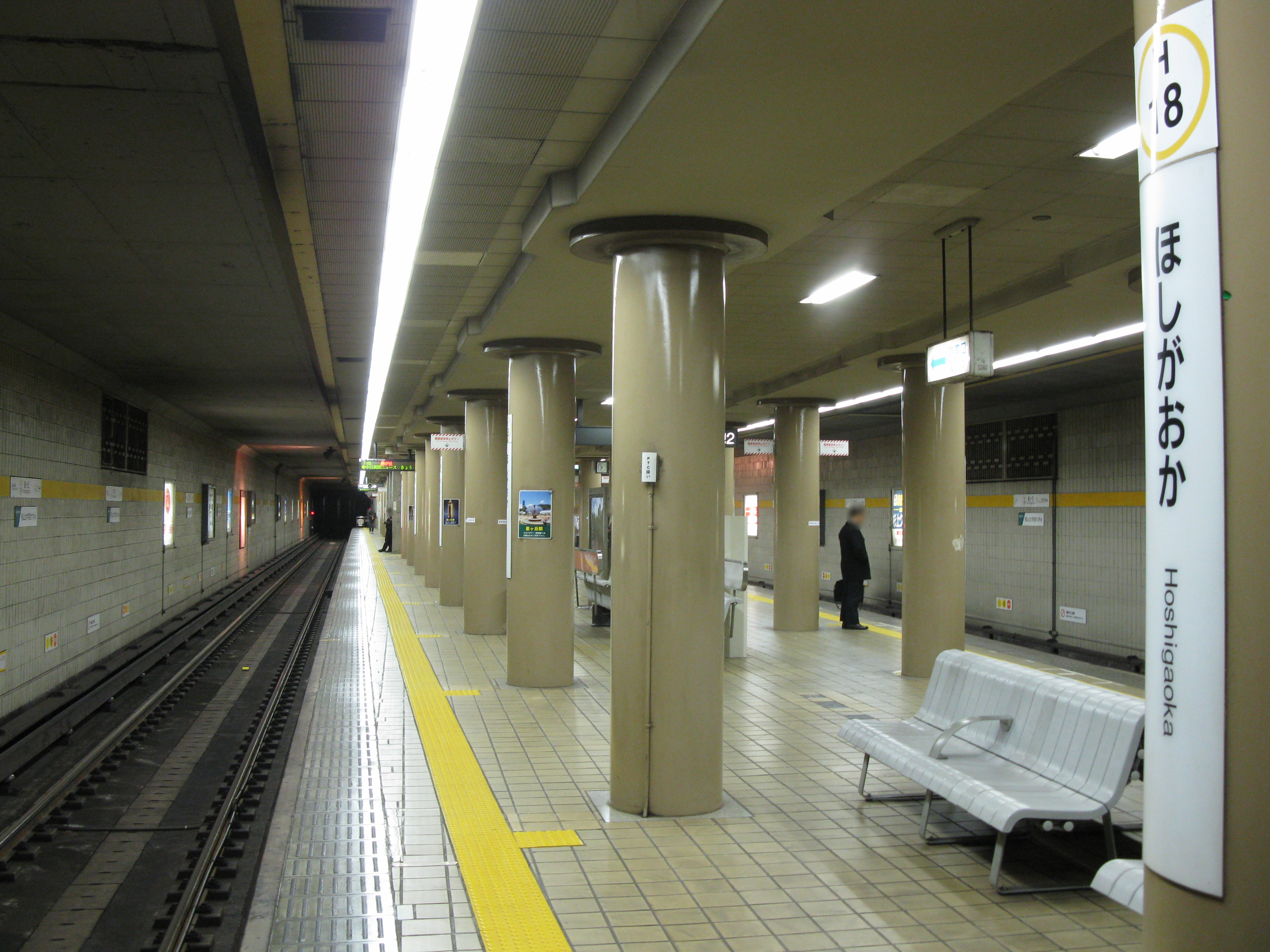
プラットホーム

島式ホーム1面2線を有する地下駅で可動式ホーム柵が設置されている。藤が丘寄りには引き上げ線が、高畑寄りには片渡り線（1982年（昭和57年）に両渡り線から改造）が設置されている。
エレベーターは地上（バスターミナル）と改札階との間に1基、改札階とホーム高畑寄りとの間に1基の計2基が、エスカレーターは改札階とホーム高畑寄りとの間に1基設置されている。改札口は2ヶ所で、東改札へは階段でのみ連絡している。出入口は6ヶ所で、3・4・5番出入口は東改札から更に東へ進んだ、星ヶ丘交差点付近にある。
当駅は、東山線東部駅務区池下管区駅より東山線運転区へ移管された。
駅敷地内（西改札外）に「ファミリーマート東山線星ヶ丘駅店」が営業している（元ココストアで、2015年に転換した）。

### のりば
| ホーム | 路線   | 行先                 |
| ------ | ------ | -------------------- |
| 1      | 東山線 | 藤が丘方面           |
| 2      | 東山線 | 栄・名古屋・高畑方面 |

### 特記事項
ギャラリー
東改札口外、3番出入口との間にあり、出展、観覧ともに無料で市民に開放されている（地下鉄開業50周年を記念して、2007年（平成19年）11月1日より出展無料化）。利用可能時間は9：00から19：00までである。
三越連絡通路
西改札外にあり、三越星ヶ丘店の地下1階及び地上正面玄関へ連絡している。出入口番号は付けられていない。

## 利用状況
2019年度の乗車人員は9,615,355人、同年度の1日平均乗車人員は26,271人である。東山線の駅では22駅中5位、名古屋市営地下鉄全駅では87駅中7位。なお、他線と接続がない駅で見ると、 矢場町に次いで2番目（東山線では最多）であり、乗り換え駅の今池などよりも多い。
近年の年度別乗車人員の推移は下表のとおりである。
| 年度               | 乗車人員 | 乗車人員  |
| 年度               | 1日平均  | 年度毎    |
| ------------------ | -------- | --------- |
| 1987年（昭和62年） | 25,206   | 9,225,360 |
| 1988年（昭和63年） | 23,676   | 8,641,669 |
| 1989年（平成元年） | 23,788   | 8,682,486 |
| 1990年（平成02年） | 24,211   | 8,836,864 |
| 1991年（平成03年） | 23,619   | 8,644,678 |
| 1992年（平成04年） | 22,900   | 8,358,669 |
| 1993年（平成05年） | 24,919   | 9,095,457 |
| 1994年（平成06年） | 23,178   | 8,460,087 |
| 1995年（平成07年） | 23,627   | 8,647,648 |
| 1996年（平成08年） | 23,374   | 8,531,472 |
| 1997年（平成09年） | 22,473   | 8,202,596 |
| 1998年（平成10年） | 21,820   | 7,964,335 |
| 1999年（平成11年） | 21,418   | 7,839,108 |
| 2000年（平成12年） | 20,770   | 7,581,229 |
| 2001年（平成13年） | 20,839   | 7,606,078 |
| 2002年（平成14年） | 23,007   | 8,397,622 |
| 2003年（平成15年） | 24,571   | 8,992,847 |
| 2004年（平成16年） | 23,045   | 8,411,304 |
| 2005年（平成17年） | 23,939   | 8,737,600 |
| 2006年（平成18年） | 24,472   | 8,932,315 |
| 2007年（平成19年） | 24,792   | 9,073,756 |
| 2008年（平成20年） | 24,877   | 9,080,168 |
| 2009年（平成21年） | 24,523   | 8,950,960 |
| 2010年（平成22年） | 25,657   | 9,364,697 |
| 2011年（平成23年） | 24,227   | 8,867,104 |
| 2012年（平成24年） | 24,921   | 9,096,004 |
| 2013年（平成25年） | 25,625   | 9,353,031 |
| 2014年（平成26年） | 25,633   | 9,355,896 |
| 2015年（平成27年） | 26,294   | 9,623,423 |
| 2016年（平成28年） | 26,548   | 9,689,940 |
| 2017年（平成29年） | 26,778   | 9,774,041 |
| 2018年（平成30年） | 26,961   | 9,840,592 |
| 2019年（令和元年） | 26,271   | 9,615,355 |

## 駅周辺

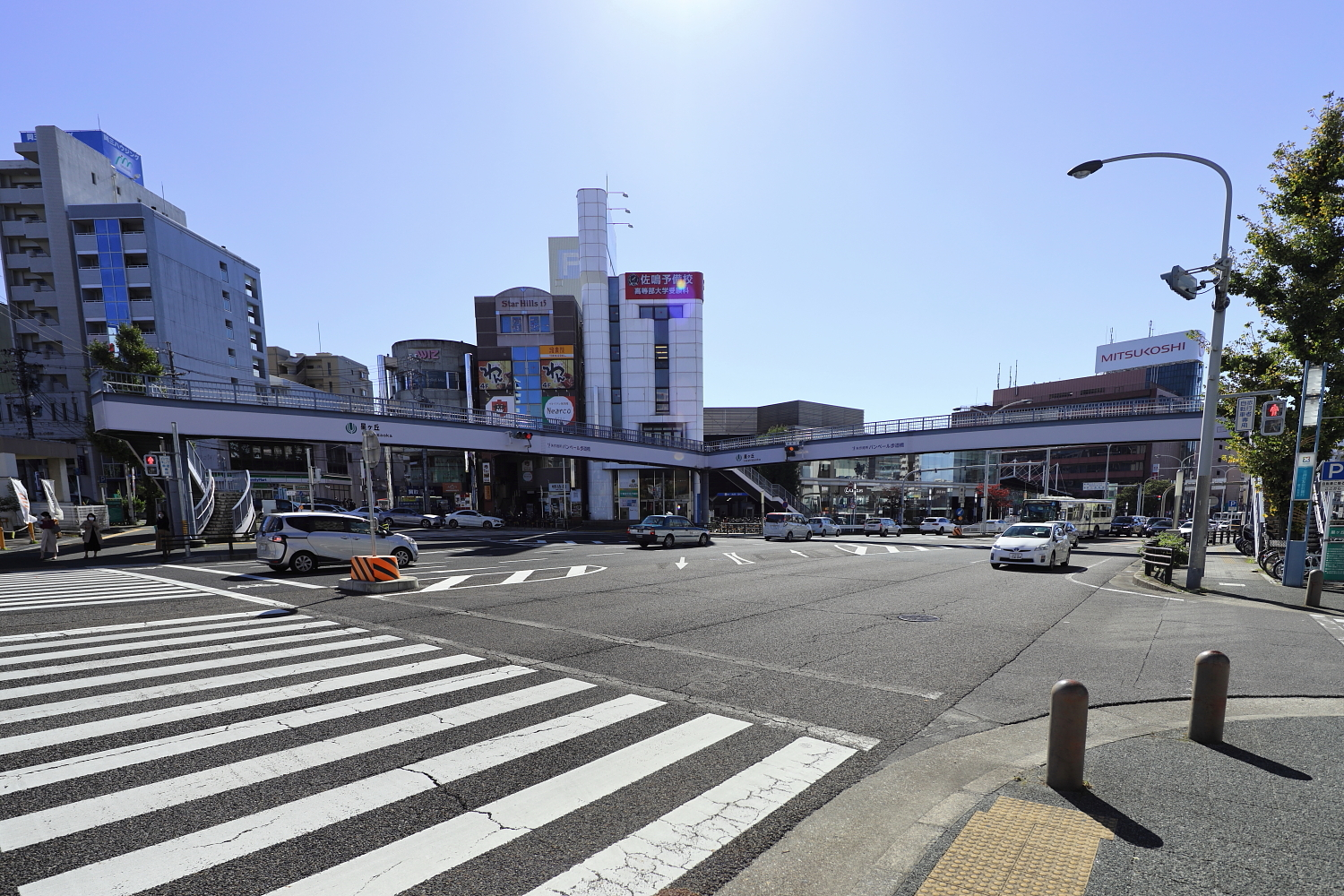
星ヶ丘交差点

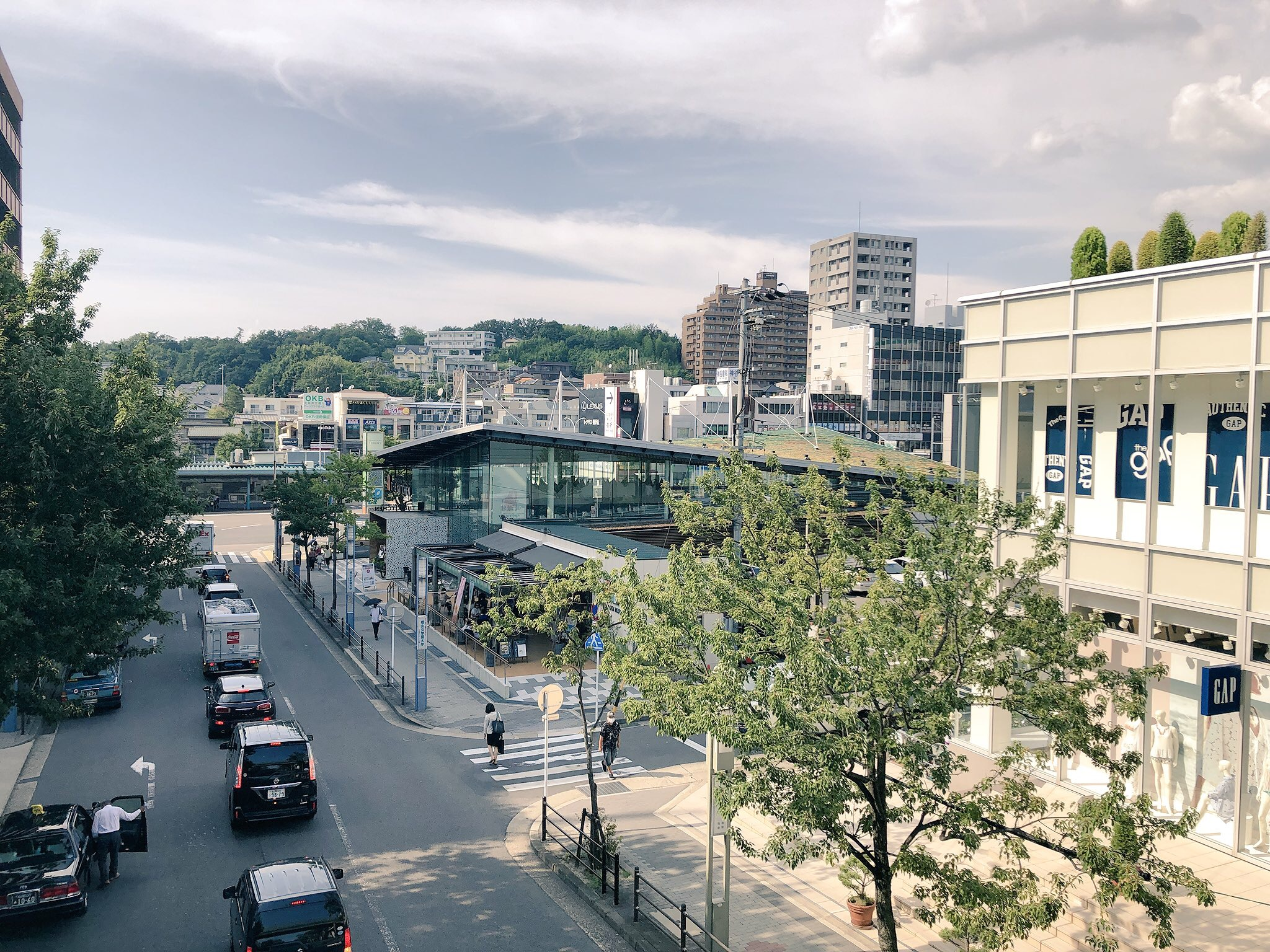
星が丘テラス

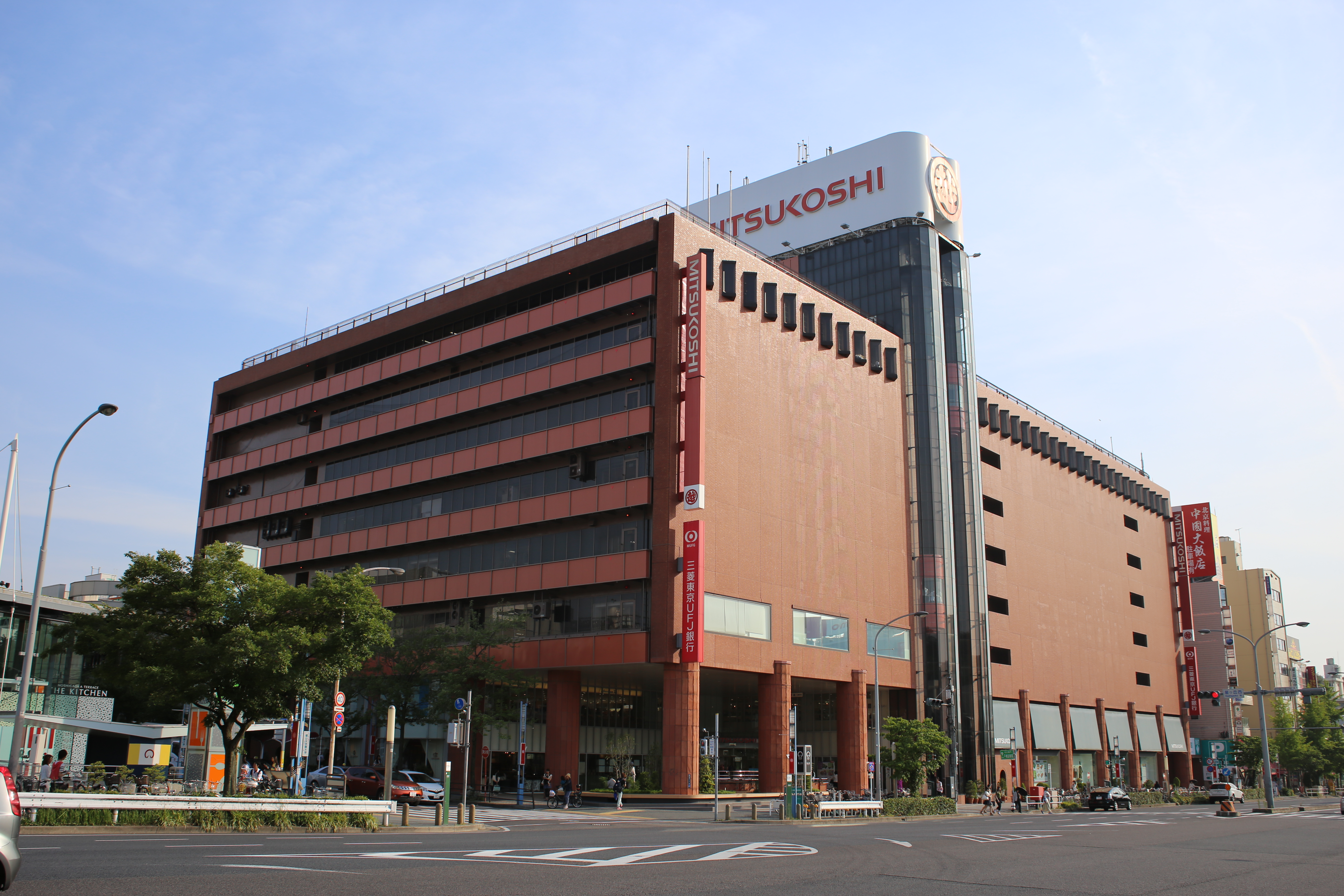
名古屋三越星ヶ丘店

古くからある商店街や名古屋三越星ヶ丘店（星ヶ丘三越）に加え、2003年（平成15年）に開業したヤマダデンキの入居する商業ビルや同年3月23日に開業した「星が丘テラス」を中心に繁華街を形成している。また、愛知淑徳大学、名古屋市立菊里高等学校、椙山女学園大学などが近隣にあるため学生・生徒の利用者も多い。東山植物園も徒歩圏内であるほか、日進市方面への交通の中継地でもあり、バスターミナルも駅上（ターミナルには市バスのみ発着）に設置されている。
また、当駅は千種区と名東区の境界近くにあり、名東区名東本町や、にじが丘は当駅からの徒歩圏内になる。

### 周辺の施設
- 星ヶ丘交差点
  - 東山通[注釈 1]（愛知県道60号名古屋長久手線） - この下を東山線が通る。
  - 名東本通（愛知県道217号岩藤名古屋線）
- 名古屋三越星ヶ丘店
  - 三越映画劇場
  - 無印良品星ヶ丘三越店
  - ロイヤルホスト名古屋星ヶ丘店[8]
- 星が丘テラス
  - 三菱UFJ銀行星ヶ丘支店
  - スターバックス星が丘店
  - ユニクロ星が丘テラス店
  - 星ヶ丘ボウル
- メガネの和光星ヶ丘店
  - 1・2番出口すぐ
- 三井住友信託銀行星ヶ丘支店
- 星ヶ丘商店街
- 星が丘自動車学校
- 名古屋星丘郵便局
- ヤマダデンキテックランド星ヶ丘店
  - 4番出口すぐ[9]。
  - スガキヤ・たこ寿（スーちゃんハウス）星ヶ丘テックランド店[10]。
- 名古屋市消防局名東消防署 星ヶ丘出張所
- 東邦ガス星ヶ丘営業所
- NTT西日本東山ビル（電話局）
  - 星のまち保育園
- 十六銀行星が丘支店
- 東山公園
  - 東山動植物園
  - 東山スカイタワー
  - 名古屋市千種図書館
  - 千種スポーツセンター
- 平和公園
- 名古屋市立星ヶ丘小学校
- 名古屋市立東星中学校
- 愛知淑徳大学星が丘キャンパス
  - 愛知淑徳中学校・高等学校
- 愛知東邦大学
  - 東邦高等学校
- 名古屋市立菊里高等学校
- 愛知県立愛知総合工科高等学校
- 椙山女学園大学星が丘キャンパス

## 星ヶ丘バスターミナル

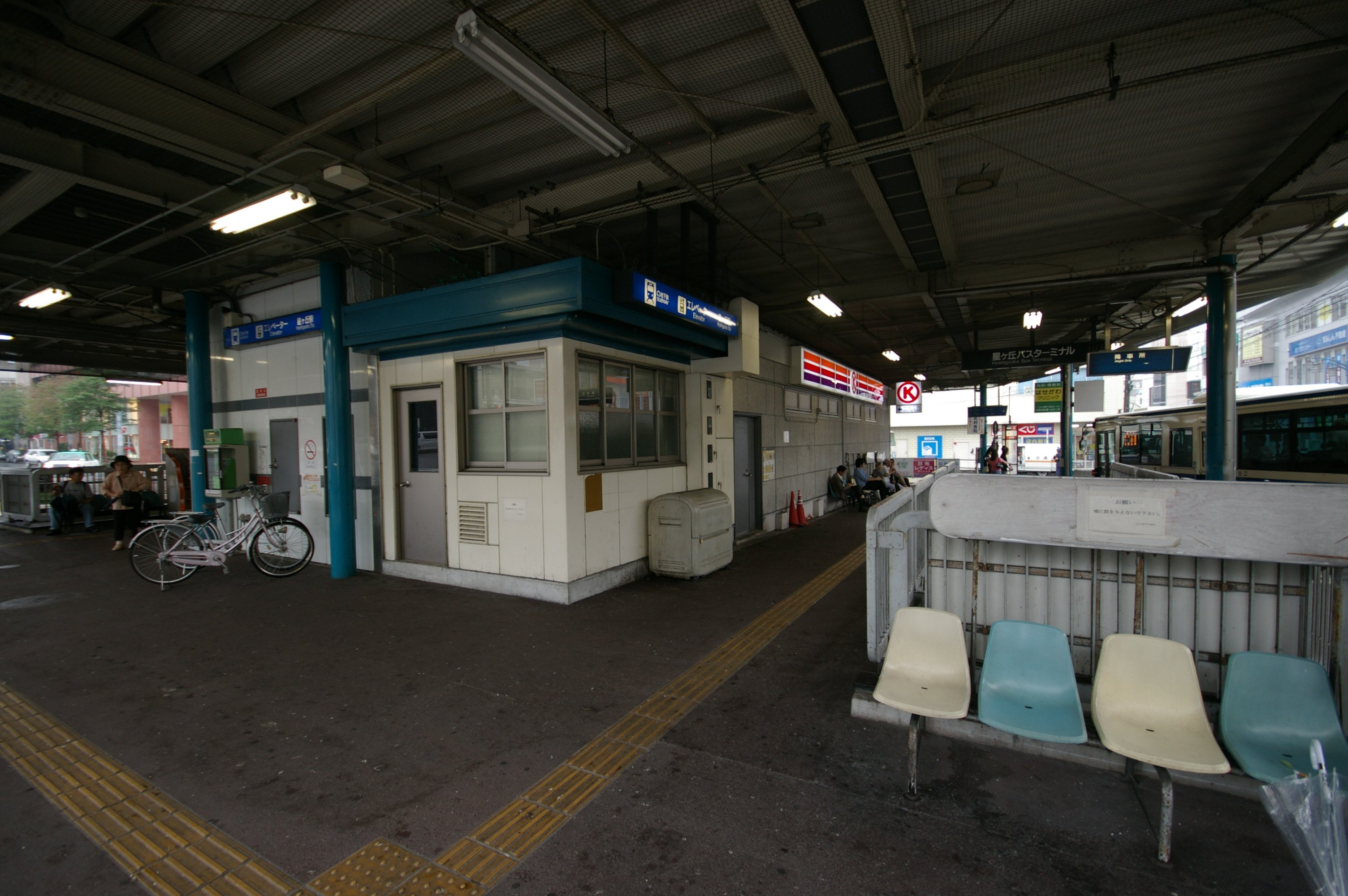
星ヶ丘バスターミナル

### バス路線

#### 名古屋市営バス
名古屋市営バス「星ヶ丘」バス停（市バスターミナル）
市バスは1967年（昭和42年）の地下鉄開業と同時に設置されたバスターミナルを発着している。ターミナル内の乗り場は4ヶ所あり、地下鉄の出入口が2ヶ所（1、2番出入口）設置されている。また、バスターミナルの西には市電の操車場跡地を使用した、回転場がある。
1番のりば
ここを発車する定期便はすぐに左折し、ターミナルを一周して東山通を逆方向へ向かう（墓参臨時バスは打越までそのまま直進する）。
- 星丘11：星ヶ丘 - 地下鉄自由ヶ丘（平和公園への墓参臨時バスも発車）
- 猪・星：猪高車庫 - 星ヶ丘（新池町経由）

2番のりば
- 猪・星：猪高車庫 - 星ヶ丘（打越経由）
- 深夜1：栄 - 星ヶ丘 - 藤が丘（藤が丘行きのみ、運休中）

3番のりば（系統によって乗車列が2ヶ所に分かれている）
- 幹星丘1：星ヶ丘 - 梅森荘
- 幹星丘1：星ヶ丘 - 星ヶ丘（右・左回り極楽経由）
- 深夜1：栄 - 星ヶ丘 - 藤が丘（栄行きのみ、運休中）

4番のりば（系統によって乗車列が2ヶ所に分かれている）
- 幹星丘2：星ヶ丘 - 地下鉄植田（焼山経由）
- 幹星丘2：星ヶ丘 - 星ヶ丘（左回りのみ、西里町五丁目経由）
- 星丘12：星ヶ丘 - 地下鉄植田（平成橋経由）
- 星丘13：星ヶ丘 - 杁中
- 名東巡回：星ヶ丘 - 猪高車庫（上社・本郷経由）

なお、4番乗り場の案内板には廃止された星丘13系統星ヶ丘行きの表示が残っている。
上記の他に、1日1本のみの系統である猪・星系統の支線（猪高車庫 - 一社 - 植園町 - 星ヶ丘）が終着となる。なお、この系統は星丘13の左回り植園町経由の代替となっている。

#### JR東海バス

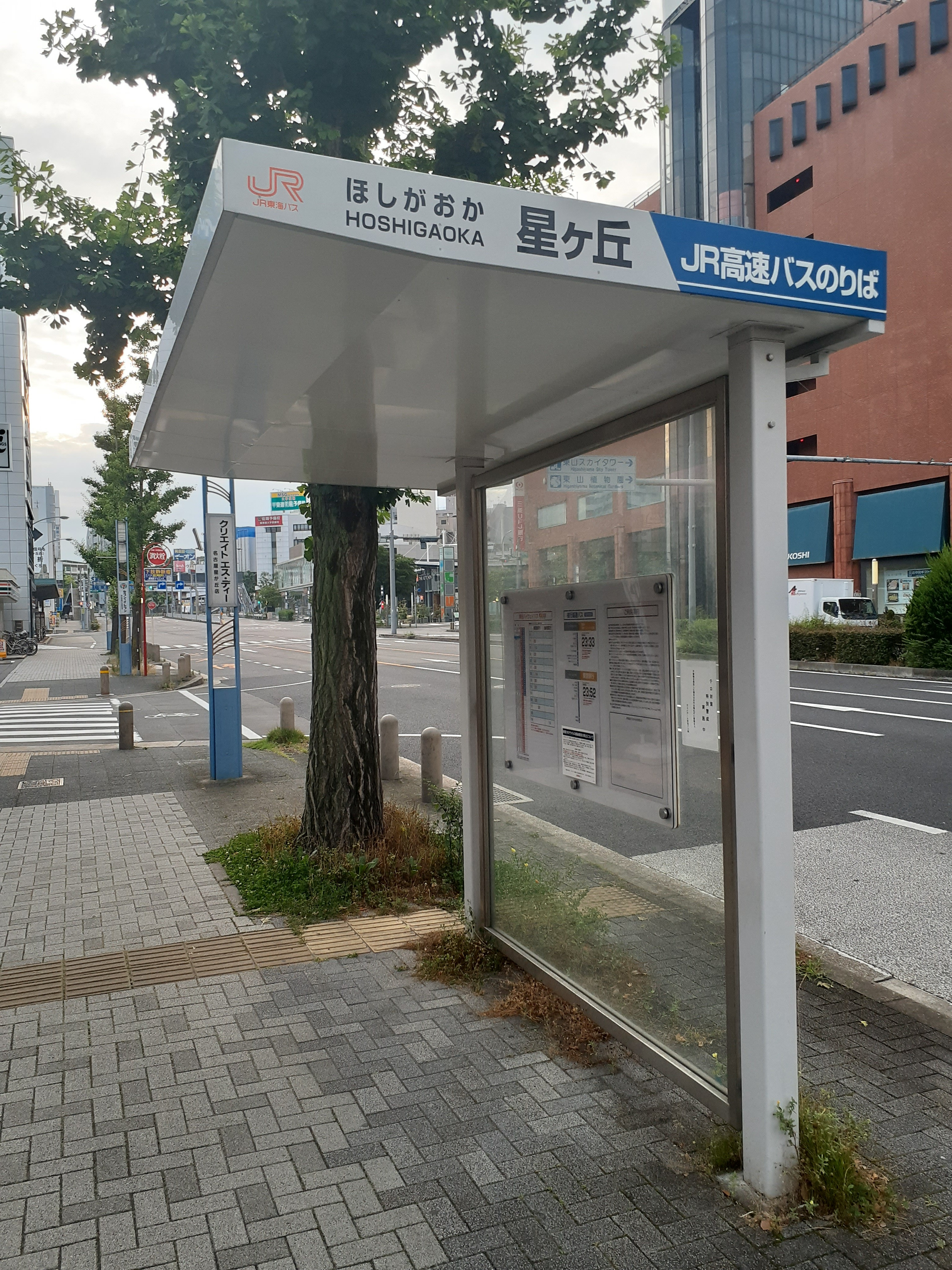
東山通（県道60号）上のJR東海バスの星ヶ丘バス停（乗車専用）

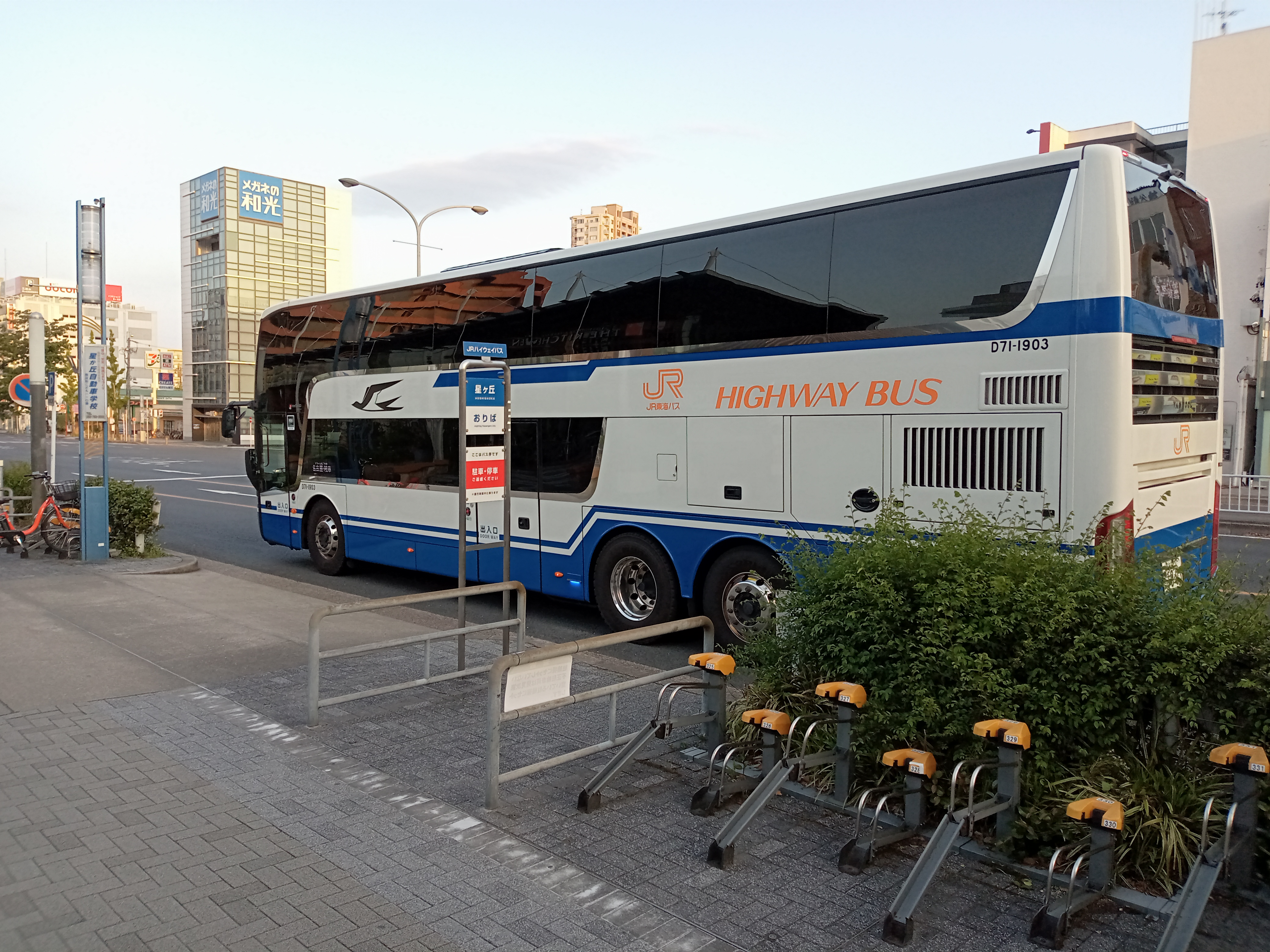
東山通（県道60号）上のJR東海バスの星ヶ丘バス停（降車専用）と停車中の高速バス（ドリームなごや号）

JR東海バス・JRバス関東「星ヶ丘」バス停 - 市バスターミナルより西の東山通沿いにのりばがある。西行きは降車のみ、東行きは乗車のみ扱う。
- 東名ハイウェイバス（東京駅行、静岡駅行）
- ドリームなごや号
- ファンタジアなごや号（西船橋駅行）

#### 名鉄バス

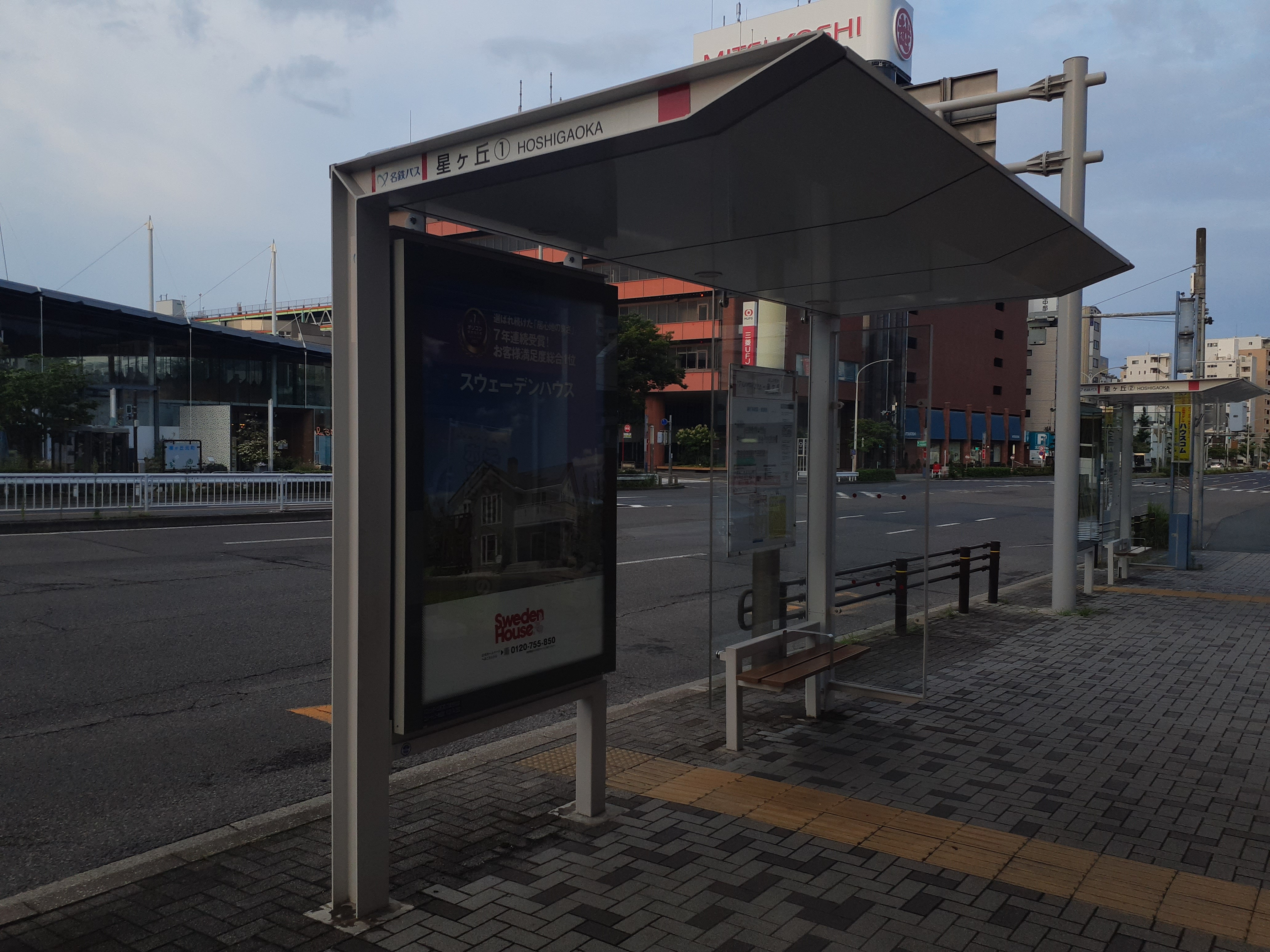
東山通（県道60号）上の名鉄バスの星ヶ丘バス停

名鉄バス「星ヶ丘」バス停 - 市バスターミナルより東の東山通沿いにのりばがある。なお、【　】内は系統番号。
1番のりば
- 【70】：星ヶ丘 - 門木 - 岩根 - 藤が丘
- 【71】：星ヶ丘 - 門木 - 岩根
- 【72】：星ヶ丘 - 門木 - 石兼 - 岩崎御岳口 - 岩藤 - 五色園
- 【73】：星ヶ丘 - 門木 - 香久山 - 岩崎御岳口 - 岩藤 - 五色園
- 【74】：星ヶ丘 - 門木 - 香久山 - 岩崎御岳口 - 岩藤 - トヨタ博物館前
- 【75】：星ヶ丘 - 門木 - 香久山 - 北高上

2番のりば
- 富士急ハイランド - 河口湖駅 - 富士山駅（高速バス名古屋富士五湖線・季節運行）

#### 杉崎高速バス

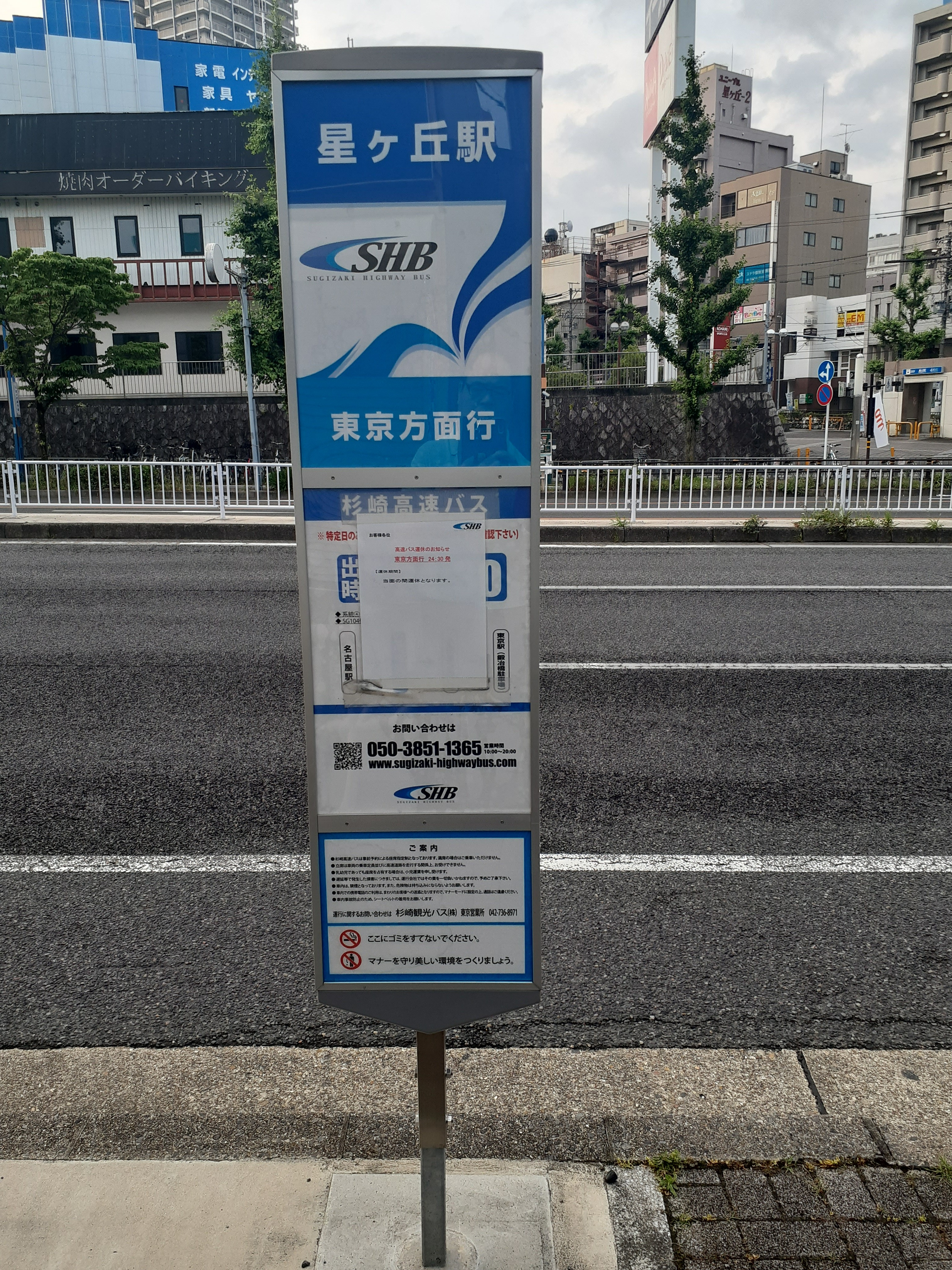
東山通（県道60号）上の杉崎高速バスの星ヶ丘駅バス停

- 杉崎高速バス「星ヶ丘駅」バス停 - 星ヶ丘交差点すぐ東の東山通沿いにある。2021年（令和3年）6月時点では当面の間運休となっている。
  - 小田原駅西口 - 東京駅鍛冶橋駐車場行

## その他
- 当駅 - 藤が丘駅間が開業して当駅が中間駅となった1969年（昭和44年）から、1982年（昭和57年）の高畑駅 - 中村公園駅間開業までは、東山線の列車のうちほぼ半数が当駅で中村公園方面へ折り返していた。2018年（平成30年）1月現在、早朝に当駅始発の高畑行きが1本ある他、深夜の高畑発最終列車が当駅止まりとなっている。なお、台風等で東山線の地上区間（上社 - 藤が丘）が運行出来ない時は、当駅で折り返す[12][13]。

- あみんのアルバムIn the primeに収録されている「神様のご褒美」という曲に、当駅（6番出口） - 彼女達の母校である椙山女学園大学間の描写が出て来る[14]。

## 隣の駅
名古屋市営地下鉄
 東山線
東山公園駅 (H17) - 星ヶ丘駅 (H18) - 一社駅 (H19)